# Ятвинка
Ятвинка — река в России, протекает в Волоколамском районе Московской области. Левый приток реки Ламы.

## География
Река Ятвинка берёт начало в лесах к востоку от деревни Афанасово. Течёт на северо-восток. Устье реки находится в 93 км по левому берегу реки Ламы у деревни Алферьево. Длина реки составляет 11 км. У реки Ятвинки расположены деревни Голопёрово, Калеево и Захарьино.

## Данные водного реестра
По данным государственного водного реестра России относится к Верхневолжскому бассейновому округу, водохозяйственный участок реки — Волга от города Тверь до Иваньковского гидроузла (Иваньковское водохранилище), речной подбассейн реки — бассейны притоков (Верхней) Волги до Рыбинского водохранилища. Речной бассейн реки — (Верхняя) Волга до Куйбышевского водохранилища (без бассейна Оки).
Код объекта в государственном водном реестре — 08010100712110000002725.